# Rueda (víno)
Rueda je španělská vinařská oblast rozkládající se na západě na Španělska mezi městy Salamanca, Avila a Valladolid. Tato oblast proslula převážně bílými víny. Hlavními pěstovanými odrůdami jsou Verdejo, Viura a Sauvignon Blanc. Vína odrůdy Vedejo mají ovocné aroma s tóny tropického ovoce.
Oblast je označena Denominacion de origen (zkratka D.O.), vína pocházející z tohoto regionu mají známku označení původu.

## Známá vinařství
- Bodegas Naia
- Prado Rey
- José Pariente